# Nadia Naji
Nadia Naji (Brussel, 2 februari 1992) is een Belgisch politica voor de partij Groen en voormalig covoorzitter van de partij.

## Biografie
Nadia Naji, die Marokkaans-Algerijnse roots heeft, groeide op in een Franstalig gezin in de Vlaamse Rand rond Brussel. Haar ouders, een Marokkaanse lasser en een Algerijnse huisvrouw, stuurden haar toch naar een Nederlandstalige school. Ze behaalde in 2013 een bachelor in communicatiemanagement aan de Erasmushogeschool in Brussel en in 2015 een master in mediastudies aan de Universiteit Antwerpen.
Na haar studies werkte ze van 2014 tot 2017 als pr-consulent, waarna ze in november 2017 aan de slag ging als redacteur bij het Nederlandstalig Brusselse mediahuis BRUZZ. In mei 2020 vertrok Naji bij BRUZZ en daarna ging ze tot januari 2021 aan de slag bij de Vrije Universiteit Brussel, waar ze instond voor studentenrekrutering en scholenrelaties. Van 2021 tot 2022 was Naji gastlector aan de Erasmushogeschool Brussel.
Op 1 april 2023 trad ze in het huwelijk.

## Politieke loopbaan
In 2021 besloot ze zich te engageren in de politiek, voor de ecologische partij Groen. Van januari 2021 tot april 2022 was ze parlementair medewerkster van Arnaud Verstraete en Juan Benjumea Moreno, leden van het Brussels Hoofdstedelijk Parlement, en van april tot juni 2022 ging ze als adviseur Gezondheid en Sociale Zaken aan de slag op het kabinet van Elke Van den Brandt, minister in de Brusselse Hoofdstedelijke Regering. Voorts werd ze covoorzitter van de Groen-afdeling in haar woonplaats Sint-Jans-Molenbeek.
Op 23 maart 2022 kondigde Meyrem Almaci haar vroegtijdig vertrek als partijvoorzitster aan. Op 2 mei 2022 stelde Naji zich samen met Jeremie Vaneeckhout kandidaat om Almaci op te volgen. Ze deden dit in een covoorzitterschap en spiegelden zich zo aan Ecolo, de Franstalige zusterpartij van Groen, en de Duitse Groenen. Op 11 juni 2022 werden ze al in de eerste stemronde verkozen met een meerderheid van de stemmen. Omdat de partijstatuten enkel de combinatie van een voorzitter en ondervoorzitter toelaten werd Naji initieel aangesteld als officiële voorzitster en Vaneeckhout als officiële ondervoorzitter. Binnen de partij geldt evenwel de afspraak dat beiden mogen optreden als covoorzitters. Op het congres van Groen op 12 mei 2023 werd hun covoorzitterschap ook formeel en statutair bekrachtigd.
Bij de Vlaamse verkiezingen van 9 juni 2024 werd Naji als lijsttrekker voor Groen in de kieskring Brussel-Hoofdstad verkozen in het Vlaams Parlement. Bij de lokale verkiezingen van oktober 2024 was ze lijstduwer in Sint-Jans-Molenbeek. Ze werd niet verkozen.
Na de lokale verkiezingen van 2024, die net als die van juni tegenvielen voor Groen, stelden Naji en Vaneeckhout zich niet kandidaat voor een nieuwe termijn als voorzitter. Op 19 december 2024 werd Bart Dhondt verkozen als hun opvolger.